# Ogma
Ogma (ortografia moderna: Oghma) és un déu de la mitologia irlandesa i escocesa. Membre dels Tuatha Dé Danann, sovint se'l considera una deïtat i pot estar relacionat amb el déu gal Ogmios. Segons l'Opuscle d'Ogam, és l'inventor de l'ogam, l'escriptura en què es va escriure el gaèlic irlandès per primera vegada.

## Nom i epítets

### Etimologia
Es creu que el nom Ogma prové de l'arrel indoeuropea "ak-" o "ag-" que significa "tallar", que fa referència al mètode en què l'ogam s'incisa en pedra i fusta.

### Epítets
Els següents epítets s'utilitzen en referència a Ogma:
- Grianainech, que significa "cara de sol"[2]
- Trenfher, que significa "home fort"[2]

## Mitologia
Lluita a la primera batalla de Magh Tuiredh quan els Tuatha Dé Danann prenen Irlanda dels Fir Bolg. Sota el regnat de Bres, quan els Tuatha Dé Danann es veuen reduïts a la servitud, Ogma es veu obligat a portar llenya, però no obstant això és l'únic dels Tuatha Dé que demostra les seves habilitats atlètiques i marcials en els concursos davant el rei. Quan Bres és enderrocat i Nuadu restaurat, Ogma és el seu campió. La seva posició es veu amenaçada per l'arribada de Lugh a la cort, així que Ogma el desafia aixecant una gran llosa, que normalment necessitaven vuitanta bous per moure-la, i llançant-la fora de Tara, però en Lugh respon el repte llançant-la enrere. Quan Nuadu lliura el comandament de la Batalla de Mag Tuired a Lugh, Ogma es converteix en el campió de Lugh i promet repel·lir el rei fomorià, Indech, i el seu guardaespatlles, i derrotar un terç de l'enemic. Durant la batalla troba Orna, l'espasa del rei fomorià Tethra, que relata els fets fets amb ella quan es desenvaina. Durant la batalla, l'Ogma i l'Indech cauen en combat, encara que hi ha certa confusió en els textos ja que en Cath Maige Tuired Ogma, Lugh i Dagda persegueixen els fomorians després de la batalla per recuperar l'arpa d'Uaitne, l'arpa de Dagda.
Sovint apareix com una tríada amb Lugh i Dagda (El Dagda és el seu germà i Lugh és el seu germanastre), que de vegades es coneixen col·lectivament com a trí dée dána o tres déus de l'habilitat, encara que aquesta designació es troba en un altre lloc aplicat a altres grups de personatges. El seu pare és Elatha i la seva mare se l'anomena Ethliu, de vegades Étaín. Al Tractat d'Ogam, se'l menciona com a fill d'Elatha i germà de Delbaeth i Bres. Els fills d'Ogma inclouen Delbaeth i Tuireann.

### Invenció d'Ogham
En l'Opuscle d'Ogam es diu que Ogma és un home hàbil en la parla i la poesia que va inventar l'Ogam com a prova del seu enginy i per crear un discurs que pertany als homes doctes a part dels rústics. En el mateix opuscle Ogma és anomenat el pare de l'alfabet Ogam, i el seu ganivet o mà la seva mare. El mateix opuscle diu que el so va ser el pare d'Ogham i la matèria la seva mare.

## Figures relacionades
Els estudiosos de la mitologia celta han proposat que Ogma representa els vestigis d'un antic déu celta. En virtut de la seva destresa en la batalla i de la invenció d'Ogam, se'l compara amb Ogmios, una deïtat gal·la associada amb l'eloqüència i equiparada amb Hèracles. JA MacCulloch compara l'epítet grianainech (cara de sol) d'Ogma amb la descripció de Llucià de la "cara somrient" d'Ogmios, i suggereix que la posició d'Ogma com a campió dels Tuatha Dé Danann pot derivar "del costum primitiu de despertar les emocions dels guerrers mitjançant discursos eloqüents abans d'una batalla”, encara que això no està prou recolzat pels textos. Estudiosos com Rudolf Thurneysen i Anton van Hamel disputen qualsevol vincle entre Ogma i Ogmios. Eufydd fab Dôn és una altra figura de la mitologia gal·lesa el nom de la qual es creu que deriva del d'Ogmios i, per tant, pot estar relacionat amb Ogma.